# Робертс, Деррил
Деррил Бевон Робертс (англ. Darryl Bevon Roberts; род. 26 сентября 1983, Сент-Джозеф, Тринидад и Тобаго) — тринидадский футболист, нападающий.

## Карьера

### Клубная
Футболом начал заниматься во время обучения в тринидадском Фатима-колледже. Затем Робертс переехал в США, где играл за футбольную команду Университета Либерти. Также выступал за клуб «Каролина Динамо».
В 2007 году Деррил Робертс перебрался в Европу. Он заключил контракт с роттердамской «Спартой». Затем в течение долгого времени форвард выступал в чемпионате Турции за «Денизлиспор» и «Самсунспор».
С 2014 году Робертс играл за таиландский клуб Первого дивизиона «Рой Эт Юнайтед». В 2017 году он перебрался на Филиппины.

### Сборная
За сборную Тринидада и Тобаго Деррил Робертс дебютировал в 2004 году. В её составе он дважды участвовал в розыгрыше Золотого кубка КОНКАКАФ в 2007 и 2013 годах.
Всего за национальную команду нападающий провёл 29 игр и забил 6 мячей.